# Джулия Тейлър
Джулия Тейлър (на английски: Julia Taylor) е унгарска порнографска актриса, родена на 3 ноември 1978 г. в град Будапеща, Унгария.

## Кариера
Дебютира като актриса в порнографската индустрия през 1998 г., когато е на 20 години.

## Награди
- 2000: Ninfa награда на Международния еротичен филмов фестивал в Барселона за най-добра поддържаща актриса – „Ставрос“[3]
- 2000: Venus награда за най-добра нова актриса в Германия.[4]
- 2003: Venus награда за най-добра актриса в Европа.[5][6][7]
- 2004: Европейска X награда за най-добра поддържаща актриса (Унгария).[8]